# Yingpan Xiang (socken i Kina)
Yingpan Xiang (kinesiska: 营盘, 营盘乡) är en socken i Kina. Den ligger i provinsen Yunnan, i den sydvästra delen av landet, omkring 240 kilometer söder om provinshuvudstaden Kunming. Antalet invånare är 30 034. Befolkningen består av 13 722 kvinnor och 16 312 män. Barn under 15 år utgör 24,0 %, vuxna 15-64 år 67 %, och äldre över 65 år 7,0 %.
Genomsnittlig årsnederbörd är 2 350 millimeter. Den regnigaste månaden är juli, med i genomsnitt 541 mm nederbörd, och den torraste är februari, med 32 mm nederbörd.